# ناتالیا گرمن
ناتالیا گرمن (انگلیسی: Natalia Gherman؛ زادهٔ ۲۰ مارس ۱۹۶۹) یک سیاست‌مدار اهل مولداوی است.
گرمن، وزیر خارجه و معاون نخست‌وزیر مولداوی است. او به چهار زبان مسلط است و مذاکره کننده رسمی کشور مولداوی در گفتگوهای مربوط به پیوستن این کشور به اتحادیه اروپا بوده که به عضویت این کشور و ایجاد منطقه آزاد تجاری آن منجر شد.